# Moonbooter

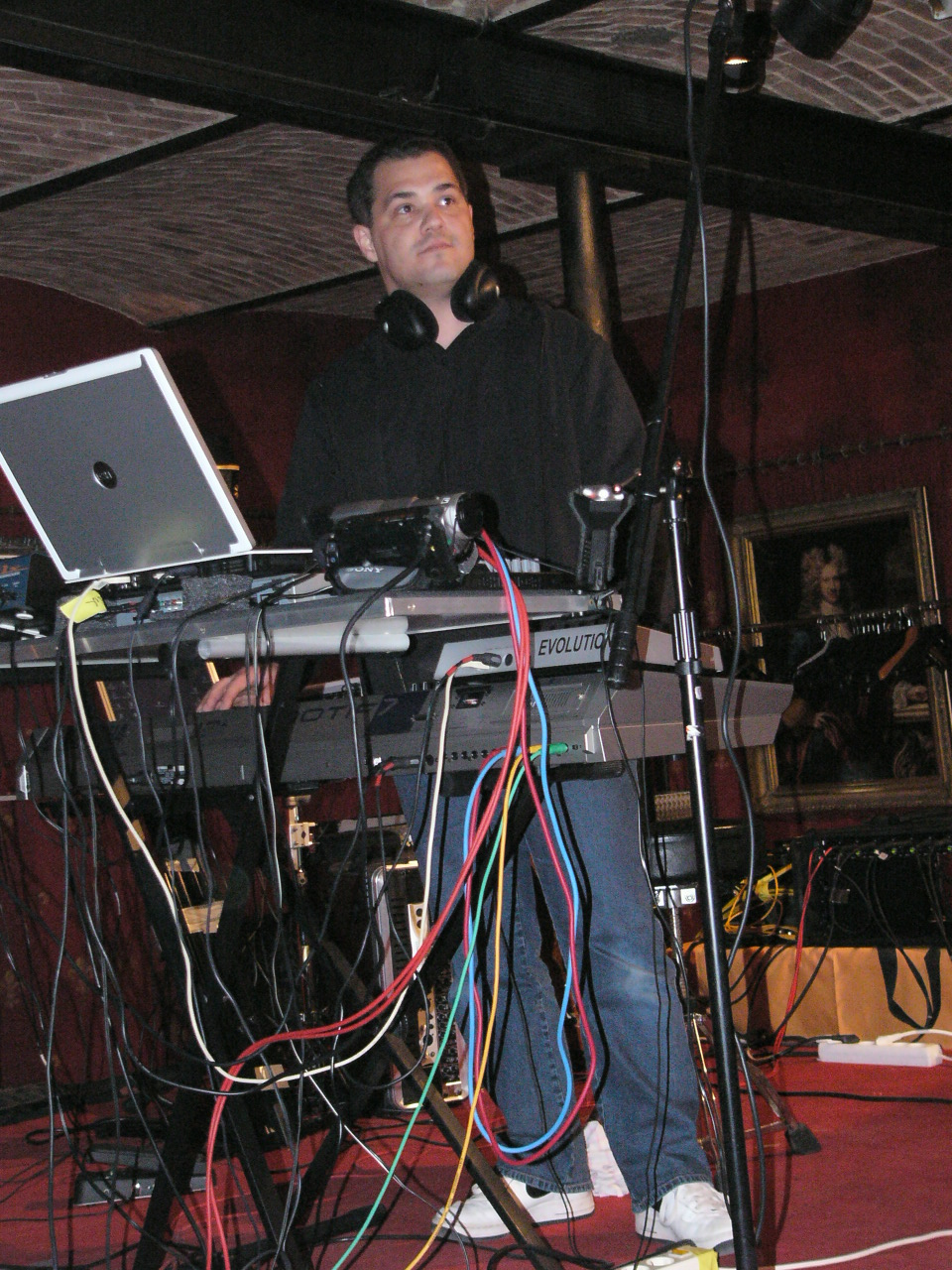
Bernd Scholl

Moonbooter (Eigenbezeichnung: moonbooter) ist ein deutsches Musikprojekt aus Olef (Schleiden) in der Eifel. Dahinter steht der Musiker, Komponist und Produzent Bernd Scholl (* 1971).
Der Musikstil von Moonbooter ist eine Mischung aus tanzbarer und entspannender Elektronischer Musik. Dabei mischt Bernd Scholl viele unterschiedliche Stile miteinander und schafft so einen tranceartigen Sound, der aber auch Elemente der klassischen EM und der Berliner Schule enthält.

## Geschichte
Bereits mit dem Erscheinen des ersten erschwinglichen PCs, dem Commodore C-64, programmierte Bernd Scholl erste Rhythmen und Musikstücke am PC. Diese Tradition führte er über die Jahre fort und es wurde elementarer Bestandteil seines musikalischen Lebens und Schaffens.
Bereits in den 80er Jahren produzierte er so erste Instrumentalstücke im Stile von New Age gepaart mit Elementen der damals aktuellen House und Acid-Musik. Dabei wurde er maßgeblich durch Künstler wie Jean Michel Jarre auf der einen und Gruppen wie Depeche Mode auf der anderen Seite geprägt. Es folgten erste Liveauftritte und Gigs. Anfang der 1990er Jahre war seine Musik hauptsächlich durch den aufkommenden Trance und Techno geprägt und er produzierte erfolgreich Mixe, die auch im Radio gesendet wurden. Nebenbei arbeitete Bernd als DJ. Das erste CD-Album Tek-No/ew-Age entstand im Jahre 1994, wurde aber nie veröffentlicht.
Im Jahr 2005 erschien auf dem Label SynGate sein erstes veröffentlichtes Album Teralogica, das als Mischung traditioneller EM, New Age und Pop gesehen werden darf. Im Jahr 2005 folgten zwei weitere Alben Devided und Orbit number 2 sowie eine DVD-Ausgabe des Albums Orbit number 2 in Surroundsound und historischen und neuzeitlichen Weltraumaufnahmen aus 5 Jahrzehnten der NASA als visuelle Ergänzung.
Ebenfalls 2005 folgte ein erstes Konzert unter dem 2004 entstandenen Namen Moonbooter als Opener des SynGate-Festivals für Elektronische Musik auf Burg Satzvey. Weitere erfolgreiche Konzerte unter anderem im Gasometer Oberhausen, beim Electronic Circus Projekt, Planetenmodell Hagen Projekt, Planetarium Bochum oder im Forum Maximum des Rex-Theaters Wuppertal folgten.
Gleichzeitig begann Bernd Scholl seine Arbeit als Autor zuerst für unterschiedliche Musikmagazine. Dort verfasst er regelmäßig Testberichte, Workshops, Tutorials und Interviews im Bereich PC und Musik.
Im April 2007 gründete Bernd Scholl ein eigenes Label MellowJet Records, das neben ihm selbst weitere zum Teil internationale Künstler unter anderem Wellenfeld, Bernd Kistenmacher, Harald Grosskopf, Uwe Reckzeh, Elektrohandel, Exposed, Erez Yaary, MaEasy, Faber, Back to the Moon, Rene Splinter oder Carboneids betreut.
Bernd Scholl (moonbooter) ist nicht zu verwechseln mit dem Elektronik-Musiker Bernd Scholl aus Flörsheim am Main. Dabei handelt es sich lediglich um eine Namensgleichheit.

## Diskografie
- Teralogica (2005)
- Devided (2006)
- Orbit Number 2 (2006)
- Orbit Number 2 - The DVD (2006)
- Under Control (2007)
- Lunatic Voyage (2008)
- Lunatic Voyage THE DVD (2008)
- Cosmoclimax (2009)
- Fast Reflections (2009)
- World of Apes 1 (2010)
- Cosmologica (2010)
- World of Apes 2 (2011)
- Elected Pieces 2004-2011 (2011)
- Cosmophonica (2012)
- Zeitenwende (2013)
- Still Alive (2014)
- Cosmoromantics (2014)
- The Wave (2015)
- Cosmoharmonics (2016)
- Schwarzmond (2016)
- Live Münster 2016, mit Otarion
- Evil 17NL (2017)
- Cosmosonic (2018)
- Groundcontrol and the Victory of Mankind (2018)
- Both Sides of the Moon (2019)
- Beyond the Neon Lights (2020)